# Domenico II. Contarini

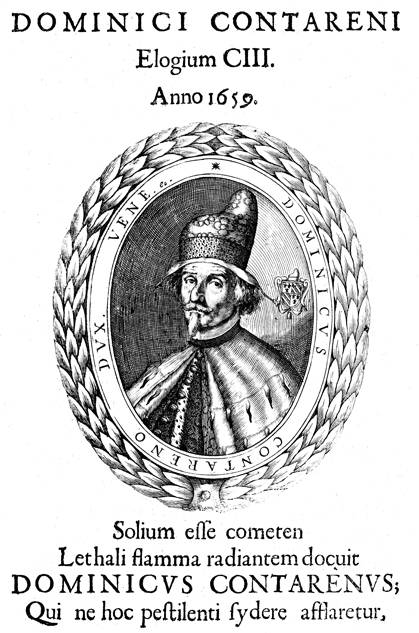
Leone Matina: Porträt des Dogen in der wohl ersten gedruckten Porträtserie aller bis dahin anerkannten Dogen, dem Ducalis regiae lararium von 1659

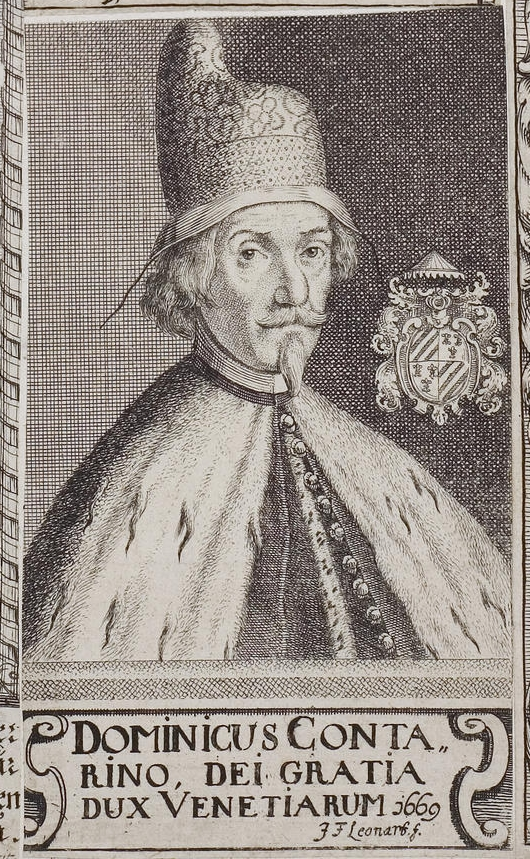
„J F Leonard“: „Dominicus Contarino, dei gratia dux Venetiarum 1669“, Grafik aus dem Klebeband Nr. 2 der Fürstlich Waldeckschen Hofbibliothek Arolsen

Domenico II. Contarini (* 28. Januar 1585 in Venedig; † 26. Januar 1675 ebenda) war, folgt man der Zählweise der staatlich gesteuerten Geschichtsschreibung der Republik Venedig, ihr 104. Doge. Er wurde am 16. Oktober 1659 mit 74 Jahren zum Dogen gewählt und regierte bis zu seinem Tod im Alter von fast 90 Jahren.
Über Jahrzehnte kümmerte er sich um das elterliche Erbe, insbesondere Landgüter und Immobilien. Besonders wertvoll für die Geschichtswissenschaft sind die Briefe, die er über Jahre mit seinem Bruder Angelo ausgetauscht hat. Um dessen Karriere bemühte er sich im Rahmen der von Patriziern dominierten Gesellschaft. Nach dessen Tod zog er sich auf sein Landgut zurück, wurde jedoch – auf Betreiben Verwandter – überraschend und in Abwesenheit zum Dogen gewählt.
In seine Regierungszeit fällt die Endphase des seit 1645 andauernden Krieges mit dem Osmanischen Reich um die Vorherrschaft in der Ägäis und um den Besitz Kretas. 1669 musste die Insel abgetreten werden. Contarini spielte jedoch auch als Doge kaum eine Rolle.

## Familie
Die Familie Contarini hatte den ersten Dogen im Jahre 1042 gestellt, dem noch sieben weitere folgten. Domenico Contarini war der vorletzte der Contarini-Dogen. Im Mittelpunkt derartiger Großfamilien, die weit verzweigt waren, stand die Heiratspolitik und die Ämterlaufbahn im Rahmen des venezianischen Herrschaftssystems, dessen führende Kräfte wenige Großfamilien waren.
Domenico stammte aus dem Contarini-Zweig (ramo) der Ronzinetti. Er wurde als jüngerer Sohn des Giulio Contarini und der Lucrezia di Andrea Corner geboren; seine Mutter entstammte also gleichfalls einer der bedeutendsten Familien der Lagunenstadt. Dabei stand er freiwillig lange im Schatten seines älteren Bruders Angelo, der eine politische Tätigkeit anstrebte und bald Botschafter in Paris wurde.
Aus Domenicos Ehe mit Paula Tron ging 1611 als einziger Sohn der spätere Prokurator von San Marco – gegen Zahlung von 25.000 Dukaten – Giulio Contarini hervor († 1676). Über Domenicos Frau, die auch Paolina Tron genannt wurde, war er Schwippschwager seines Amtsvorgängers Giovanni Pesaro. Doch die Verklammerung mit weiteren Familien erforderte auch das Zutun der Tächter, von denen das Paar fünf hatte. Diese waren Chiara, die Tommaso Mocenigo heiratete, und Maddalena, die Girolamo Dandolo ehelichte. Laura blieb unverheiratet, die beiden anderen Töchter gingen, wie es in diesen Familien gleichfalls häufig war, als Nonnen in das Kloster S. Caterina.

## Leben

### Familienpolitik und Besitz
Domenico Contarini hielt sich so gut wie möglich aus dem öffentlichen Leben heraus, wie aus seinen Briefen hervorgeht. Mit seinem Bruder entstand eine bewusst gewählte Rollen- und Arbeitsteilung, in die alle legitimen Mitglieder der Familie eingespannt wurden. Dies lässt sich ebenfalls anhand der intensiven Korrespondenz belegen, die während des Aufenthalts des älteren Bruders als Botschafter in Rom zwischen Januar 1627 und Dezember 1629 entstand. Angelo, der nie heiratete, tauchte in die aufwändigsten, aber dafür prestigeträchtigsten Ämter ein, agierte auf der höchsten Ebene der europäischen Politik.

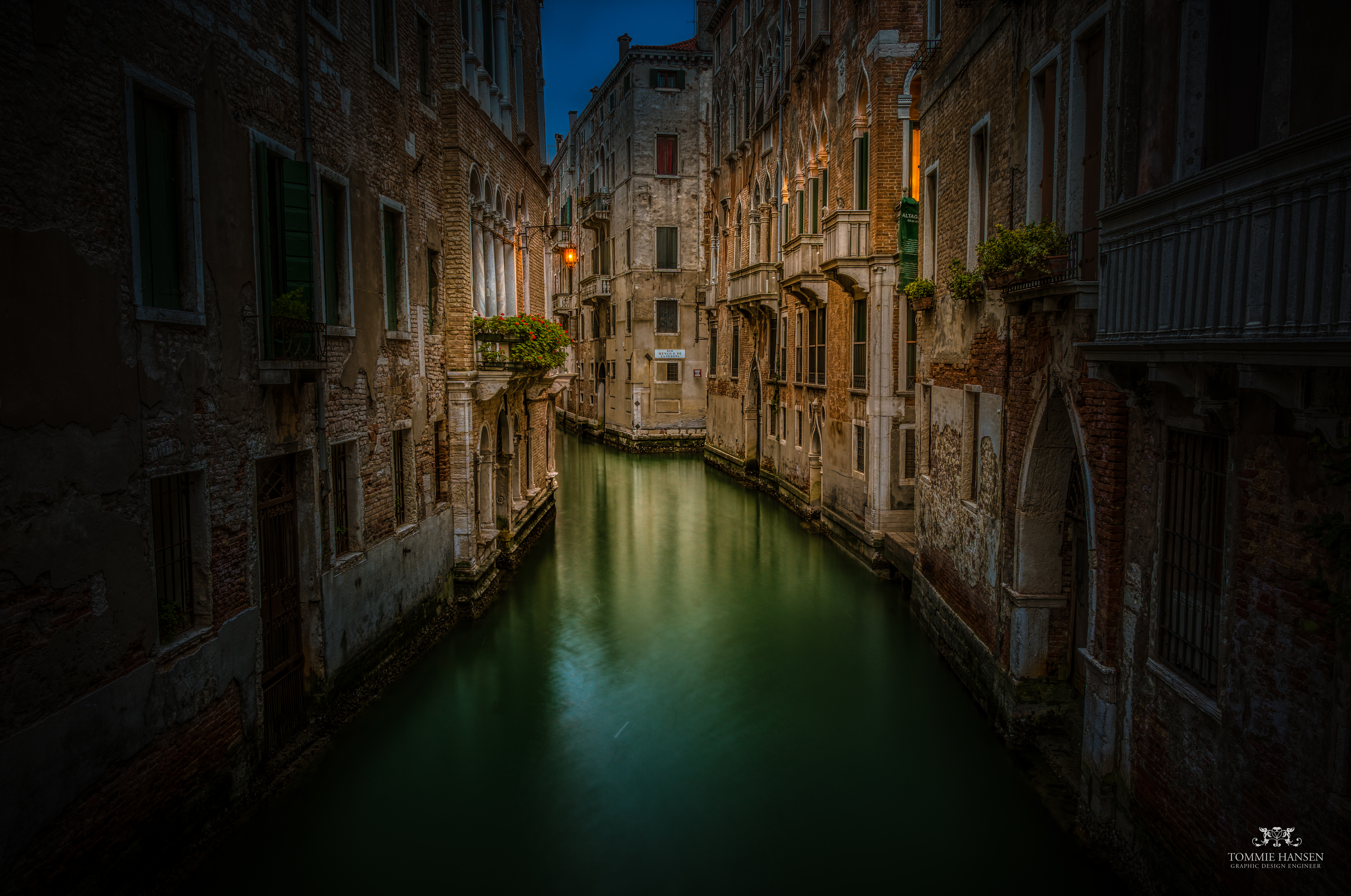
Blick in den Rio di San Luca, rechts abzweigend der Rio Menuo o della Verona, unmittelbar davor der Palazzo Moro Marcello; der Contarini-Palast liegt hinter dem Betrachter auf der rechten Seite des Rio di San Luca

Domenico hingegen gründete mit Paolina, die er am 28. November 1607 heiratete, eine Familie, und die beiden sorgten für legitimen Nachwuchs. Nur 1605 taucht Domenico Contarini als einer der jungen Adligen in einer Gesandtschaft auf, die nach Rom aufbrach, um dem neuen Papst Paul V. zu seiner Wahl zu gratulieren. So führte er ein vergleichsweise ruhiges Leben in seinem Palast am Rio di San Luca in der Kirchengemeinde San Beneto, oder in der ländlichen Villa Val Nogaredo. Seine Aufgabe im Rahmen der Familie bestand also darin, durch einen männlichen Nachkommen die Kontinuität zu sichern, durch Heiraten die Beziehungen zu den anderen wichtigen Familien zu pflegen, und zugleich kostensparend Töchter im Kloster unterzubringen. Auch kümmerte er sich um das Familienvermögen, das aus einem komplexen System von Immobilien bestand.
Dieses System bestand aus Häusern in der Gemeinde „San Benetto“, eine Osteria in Rialto, einem Laden in der Calle degli Stagneri; hinzu kamen Häuser in Padua, Land in dessen Umland im Opitergino in Motta di Livenza. Dieses Vermögen gestattete es, zwei der vier Töchter mit enormen Mitgiften auszustatten, aber auch, seinem Bruder mit größter Regelmäßigkeit per Wechsel Geld zukommen zu lassen – auch wenn er ihn manchmal vertrösten, manchmal ermahnen musste, doch nicht zu übertreiben mit seinen Ausgaben.
Er kontrollierte und steuerte eine Reihe von Verwaltern, darunter ragte Matteo Vettorelli hervor, der ihm in Motta zu Diensten war. Dort und in Este konzentrierten sich die Güter der Contarini. Selbst zum Karneval zog er es vor, sich um seinen Besitz zu kümmern. Häufig klagt er brieflich seinem Bruder die Sorgen um die Ernte, Nöte bei einer Überschwemmung, er beschreibt, wie nach Missernten die armen Landleute die Wurzeln der verdorrten Kräuter verspeisten. Ohne Bedenken hielt er zugleich den Weizen in seinen Speichern zurück, um die Preise hochzutreiben, wie er ausdrücklich schreibt.
Gleichfalls als Investition betrachtete er explizit in seinen Briefen die Verheiratung des einzigen Sohnes, dessen Können, Kleidung, Reisen er beschreibt. Die Töchter hingegen tauchen in seinen Briefen kaum auf. Er betont nur deren Verheiratung, die mit Ehren und ohne allzu hohe Kosten vonstattenging. So veranschlagt er 27.000 Dukaten. Von seiner Schwiegertochter Manetta Giustinian erfährt er nur vom Hörensagen, sie sei zu seiner Freude ‚schön, weise und tugendhaft‘. Nur wenig stört ihn, dass der Sohn „un poco renitente“ sei, sich nicht besonders für das Heiraten interessiere.

### Rat der Zehn, Senator: Machtmechanismen und Intrigen, Rückzug
Für seinen Bruder, den er im Senat sehen wollte, hörte er sich um, befragte Insider wegen der richtigen Terminierung, bespitzelte andere Adlige. Dabei drückt er brieflich seine Verachtung für die Intriganz aus, auch für die mütterlicherseits mit ihm Verwandten Corner, die darin in seinen Augen hervorstachen. Er ereifert sich darüber, dass der Widerstand des Renier Zeno nur dadurch den Heiligenschein bekomme, dass die Corner – allen voran der Sohn des Dogen und Bischof von Padua –, die man zugegebenermaßen auf Abstand halten müsse, so durchtrieben seien. Dies veranlasse selbst die Uninformiertesten zum Protest. Sein Bruder hingegen unterstützte die Corner. Aber auch die ärmeren Adligen betrachtete er nicht als Angehörige seiner eigenen Klasse, denn schon durch ihren Protest würden sich diese erneut selbst degradieren. Für Domenico Contarini war Renier Zeno nur ein Mann mit Wut. Dennoch, auch zu seinem Erstaunen, wurde er 1629 Prokurator von San Marco.
Insgesamt skizziert er, häufig gewürzt mit Ironie und Sarkasmus, das Streben der Adligen nach Ämtern und Ehren. Auch kommentiert er entsprechend den Dank Karls I. von England für ein Porträt von Marco Trevisan und Nicolò Barbarigo, die beiden ‚heldenhaften‘ Freunde. Es sei eine überaus lächerliche Sache, wie Contarini nachlegt. Wenn ihr Porträt in den Marzarie (Mercerie) in einem Laden ausgehängt werde, so sagt er voraus, werden alle stehen bleiben und darüber lachen.
Zwar wurde er Senator, doch vermied er es, das Wort zu ergreifen. Gleichzeitig wurde er zum intimen Kenner der Machtmechanismen, die er zugunsten seines Bruders zu nutzen versuchte. Durch seine persönlichen Kontakte zu der geschlossenen Gruppe der Segretari erreichte er etwa, dass ihm die Erlaubnis zur Getreideausfuhr erteilt wurde, er konnte die Milderung von Strafen erreichen, anderen eine Position verschaffen (gegen entsprechendes Verhalten bei der Wahl eines Bekannten zum Podestà etwa), gab und erhielt Empfehlungsschreiben. Konnte er jemandem einen Gefallen erweisen, so fühlte er sein Prestige wachsen. Auch seinen Schwiegersohn spannte er in sein System ein, ließ sich ihm sogar eine Bestätigung für seine Aktivität zu Gunsten eines Erzbischofs belegen, damit er sie diesem vorweisen könne. Obwohl er Consigliere wurde und im Rat der Zehn saß, fiel er kaum auf.
Nur einmal wurde er wegen eines Fehlbetrags von 5.129 Scudi verklagt, der in den drei Monaten entstanden war, als er Provveditore alla cassa degl'ori et argenti gewesen war. Contarini konnte nachweisen, dass der Fehlbetrag zwischen Januar 1637 und Oktober 1641 entstanden war, während er doch erst am 28. Juni 1642 in das Amt eingetreten war. Dennoch musste er eine Geldbuße hinnehmen, eine Ungerechtigkeit, die er, wie er am 17. Oktober 1645 festhielt, als „alla turchesca“, nach türkischer Art, beschrieb. Sie war von den Leitern des Rates der Zehn eingefädelt worden. Er fühlte seinen Ruf beschädigt, dachte über Rückforderung nach, wie aus seinem Testament des Jahres 1654 hervorgeht. Doch wollte er mit seiner Forderung warten, bis der Krieg um Kreta gegen die Osmanen beendet wäre.
Als sein Bruder gestorben war, übertrug er die Familienangelegenheiten seinem Sohn, damit war er frei von allen Verpflichtungen. So zog er sich auf sein Landgut im Val Nogaredo zurück.

### Überraschende Wahl zum Dogen (1659), Amtszeit
Doch am 16. Oktober 1659 erhielt der 74-Jährige die beunruhigende Nachricht, er wäre zum Dogen gewählt worden. Noch in seinem Testament vom 24. Januar 1674 schreibt er, er sei für dieses Amt wenig geeignet gewesen. Allerdings galt er als gerecht und freundlich, geradezu als gutherzig. Obwohl ohne Ehrgeiz und kaum in der Lage, öffentlich zu reden, hatten die Giustinian, seine Verwandten über die Schwiegertochter, für seine Wahl geworben. Sie beherrschten alle Stimmen der Räte.

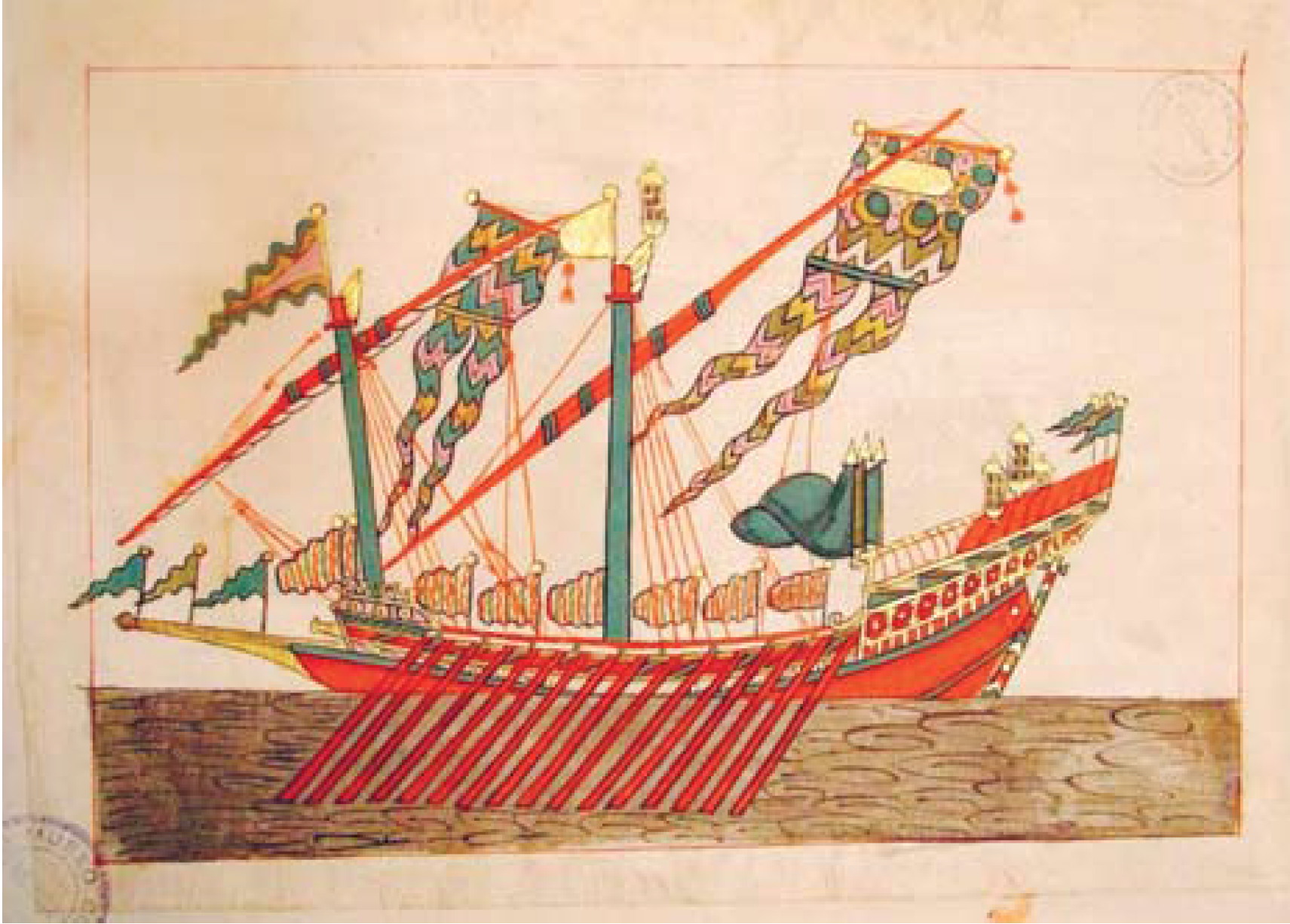
Darstellung des Admiralsschiffes der Osmanen, um 1660, Biblioteca Marciana, Cod. Cicogna 1971, f. 54r.

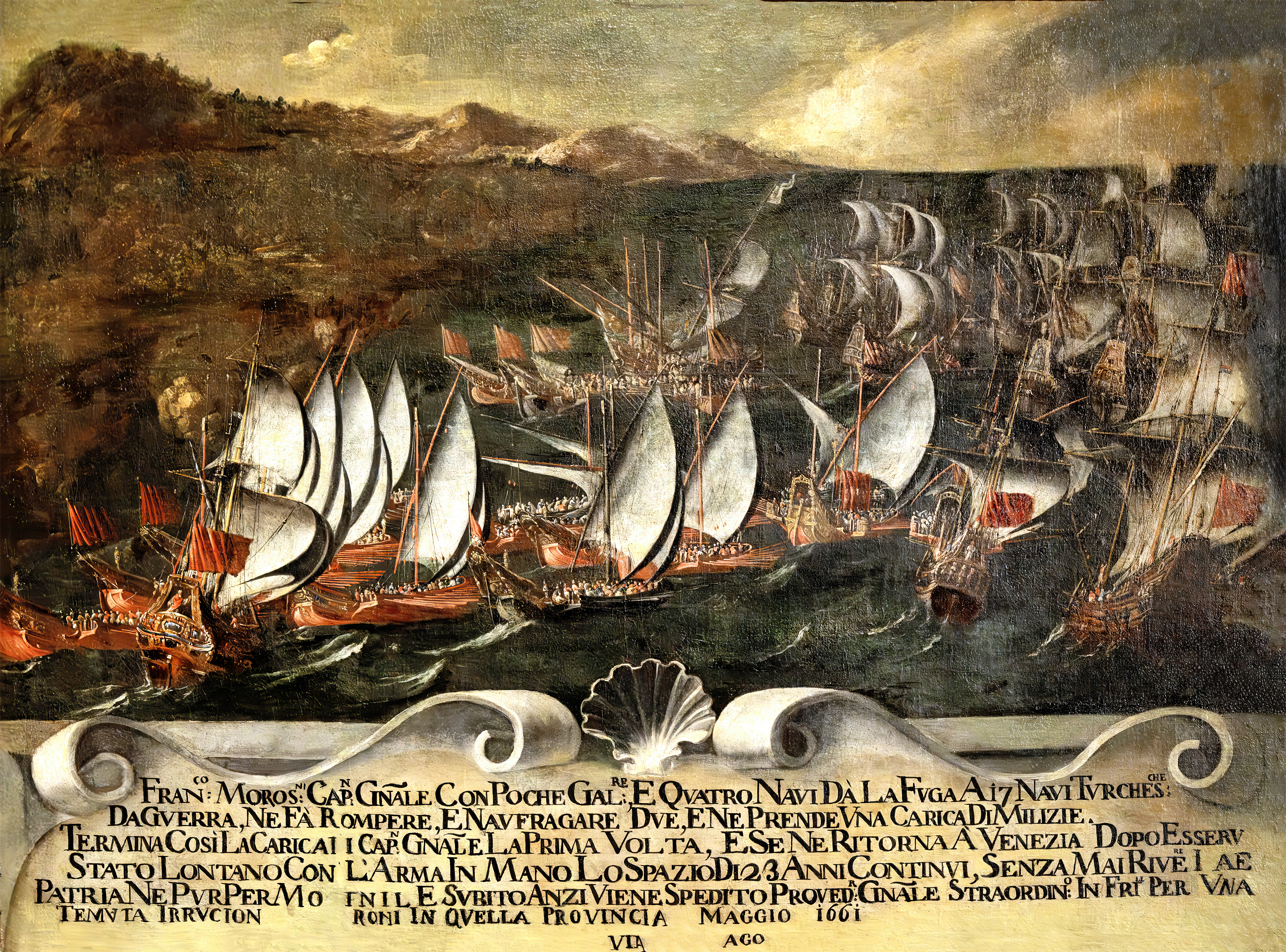
Sieg einer kleinen Flotte („con poche galere e quatro navi“) unter Francesco Morosinis Führung über 17 ‚türkische‘ Kriegsschiffe, wobei zwei versenkt und eines gekapert wurde, Mai 1661, Öl auf Leinwand, 119,5 mal 162,5 cm, Museo Correr

Mit seiner Großzügigkeit und Leutseligkeit gelang es Contarini, sowohl bei der Stadtbevölkerung, als auch beim Adel, Unterstützung zu gewinnen. Doch sparten seine Standesgenossen nicht mit bissigen Kommentaren. Pietro Basadonna erinnert ihn, nachdem er sich gegenüber einem Botschafter wie ein König benommen hatte, daran, dass er keineswegs ein ‚souveräner Fürst‘ sei; der Prokurator Andrea Contarini, Gegner seines Sohnes Giulio, wies ihn scharfsinnig darauf hin, dass das Verschenken von Pelzen des Moskauer Gesandten eine öffentliche Pflicht wäre.
Bemerkenswert ist der kühle Empfang vom August 1661, mit dem er Francesco Morosini ansprach: „Signor Francesco, non potemo e non devemo lodarla“ (Herr Francesco, wir können und dürfen Sie nicht loben). Dies war eine scharfe Rüge gegen den Capitano generale da Mar, den obersten Befehlshaber über die venezianische Flotte. Nach seiner Rückkehr nach Venedig wurde er der Feigheit und des Landesverrates beschuldigt, jedoch zu Unrecht.
Ansonsten war Domenico Contarinis Amtszeit von weitgehender Handlungslosigkeit gekennzeichnet, obwohl die Auseinandersetzungen mit den Osmanen sich auch über den endgültigen Verlust von Candia hinaus (1669) hinzogen.

## Grabmal und bildliche Darstellungen

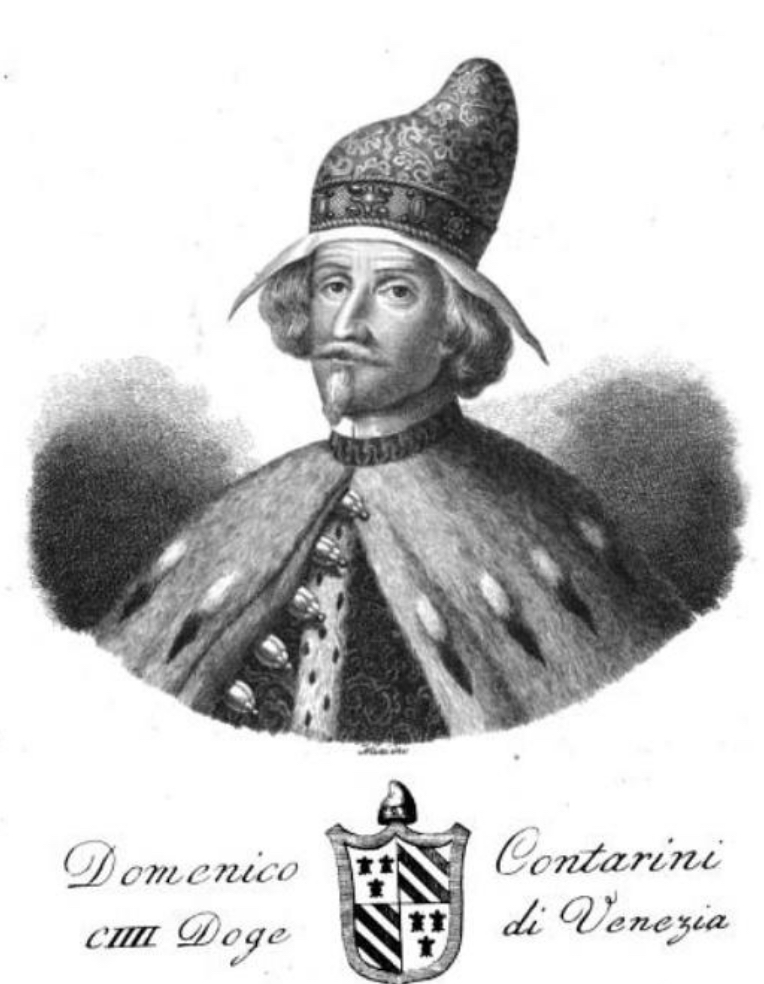
Domenico II. Contarini, Kupferstich von Antonio Nani, 1840

Nach Francesco Zanotto soll den Dogen der Porträtmaler Pietro Bellotto (auch Bellotti, 1625–1700) gemalt haben, „espertissimo in questo genere“.
Beigesetzt wurde der Doge im Familiengrab der Contarini in der Kirche San Benedetto, venezianisch: San Beneto. Das Bodengrab befindet sich vor dem Altar der Kirche, der von der Familie gestiftet worden ist.